# Evius albaecoxae
Evius albaecoxae là một loài bướm đêm thuộc phân họ Arctiinae, họ Erebidae.